# Katie Rolfsen
Katie Rolfsen, née le 10 novembre 1902 à Oslo et morte le 22 septembre 1966, est une actrice norvégienne et suédoise.

## Biographie
Elle fait ses premiers pas au cinéma en 1925, à Oslo, lorsqu'elle incarne le rôle de Theodine dans le film norvégien de Amund Rydland et Leif Sinding Himmeluret. La même année, elle déménage à Stockholm où elle est engagée par Ernst Rolf (sv), avec qui elle collaborera jusqu'en 1929.

## Filmographie
- 1937 : Ryska snuvan de Gustaf Edgren
- 1965 : Att angöra en brygga